# Iračko-turska granica
Iračko-Turska granica duga je 367 km i proteže se od tromeđe sa Sirijom na zapadu do tromeđe s Iranom na istoku.

## Opis
Granica na zapadu započinje tromeđom sa Sirijom na ušću rijeke Habure u Tigris. Zatim slijedi rijeku Haburu prema istoku, a zatim rijeku Hezil Suyu prema sjeveroistoku. Granica se zatim okreće prema istoku i čini niz nepravilnih linija preko planinskih grebena i malih potočića, da bi na kraju skrenula prema jugu i nastavlja rijekom Hadži Bak (Hacibey Suyu). Zatim slijedi ovu rijeku sjeveroistočno do tromeđe s Iranom. Pogranično područje izuzetno je planinsko i s obje strane je naseljeno gotovo isključivo Kurdima.

## Povijest
Početkom 20. stoljeća Osmansko carstvo uključivalo je teritorij današnje Turske i Iraka. Tijekom Prvog svjetskog rata arapska pobuna, podržana od Britanije, uspjela je oduzeti Osmanlijama nazdor nad većinom Bliskog istoka. Kao rezultat tajnog anglo-francuskog sporazuma Sykes-Picot iz 1916. godine Britanija je stekla kontrolu nad osmanskim vilajetima Mosula, Bagdada i Basre, koje je organizirala u mandat Iraka 1920. godine.
Do sporazuma iz Sèvresa iz 1920. godine anadolska Turska trebala je biti podijeljena, a područja sjeverno od Mosulskog vilajeta trebala su biti uključena u autonomnu ili neovisnu kurdsku državu. Turski nacionalisti bili su ogorčeni sporazumom, pridonoseći izbijanju turskog rata za neovisnost; a turski uspjeh u ovom sukobu učinio je sporazum iz Sèvresa nemogućim za provesti. Ugovorom iz Loussane iz 1923. priznata je neovisnost Turske i dogovoreno je teritorijalno rješenje daleko povoljnije za Tursku, premda po cijenu da se Turska formalno odrekla bilo kakvog potraživanja na arapske zemlje. Kao privremena mjera, bivša sjeverna granica Mosulski vilajet trebala je služiti kao granica između Iraka i Turske pod kontrolom Britanije, s preciznijim razgraničenjem o kojem će se kasnije dogovoriti. 
Britanski i turski dužnosnici sastali su se 1924. godine, ali nisu uspjeli odrediti uzajamno zadovoljavajuću granicu i stvar je proslijeđena Ligi nacija. U listopadu 1925. Liga je predložila granicu ('briselsku liniju') koja je u osnovi bila ista kao ona sjevernih granica starog vilajeta Mosul. Nakon daljnjih razmatranja, Liga je službeno preporučila u srpnju 1925. da se koristi briselska linija, a taj je stav u studenom 1925. odobrio Stalni sud međunarodne pravde u Haagu. Britanija i Turska potpisale su 5. lipnja 1926. ugovor iz Ankare, kojim su obje države priznale briselsku liniju (uz neke manje izmjene) kao granicu. Granica je označena na terenu 1927. godine.
Općenito srdačni, odnosi između Iraka i Turske postali su zategnuti nakon Zaljevskog rata (1990. – 91); to je rezultiralo uspostavljanjem autonomnog kurdskog područja na sjeveru Iraka koje je pružalo utočište kurdskim gerilcima koji djeluju na jugoistoku Turske. Od tada je Turska izvela brojne vojne upade preko granice u pokušaju da se suprotstavi gerilcima koje ona naziva kurdskim teroristima.

## Prijelazi
Uz cijelu granicu postoje tri prijelaza, dva za kolski promet i jedan za kolski i željeznički promet. Najprometniji od tri, Habur, među najprometnijim je graničnim prijelazima na svijetu.